# Camilla Weitzel
Camilla Weitzel (Amburgo, 11 giugno 2000) è una pallavolista tedesca, centrale della Savino Del Bene.

## Carriera

### Pallavolo

#### Club
Nata ad Amburgo ma cresciuta a Landau in der Pfalz, in Renania-Palatinato, inizia a giocare a pallavolo a 10 anni nella sua città mettendosi in luce fino ad attirare l'attenzione di diverse formazioni professionistiche: nel 2013 sceglie di trasferirsi a Dresda dove entra nel settore giovanile dell'Olympia Dresden, società federale che costituisce il settore giovanile del Dresdner.
Nel gennaio 2015 viene aggregata alla prima squadra, impegnata in 2. Bundesliga e già nel corso della stagione 2016-17, a causa di una serie di infortuni fra le atlete in rosa, grazie al sistema delle doppie licenze rimpolpa il roster del Dresdner, in 1. Bundesliga, senza tuttavia scendere mai in campo fino all'annata seguente, in cui esordisce in campionato il 28 ottobre 2017 e conquista nel corso della stagione anche la Coppa di Germania. Viene quindi aggregata definitivamente in prima squadra a partire dal campionato 2018-19, dove in un triennio conquista ancora una Coppa di Germania e uno scudetto.
Nella stagione 2021-22 affronta per la prima volta un'esperienza in un campionato estero, segnatamente nella Serie A1 italiana, ingaggiata dal Chieri '76, con cui vince una WEVZA Cup, una Challenge Cup e una Coppa CEV nel corso di un triennio. Nel campionato 2024-25 si trasferisce alla Megavolley, mentre in quella successiva è al Savino Del Bene, sempre nella massima divisione italiana.

#### Nazionale
Dopo aver indossato la maglia delle diverse nazionali giovanili tedesche, a partire dal 2019 esordisce in nazionale maggiore.

### Beach volley
Fra il 2014 e il 2017 è impegnata anche nel beach volley conquistando il titolo tedesco Under-17 nel 2015 in coppia con Maike Henning e quello di vicecampionessa nazionale Under-19 nel 2017 con Meghan Barthel.

## Palmarès

### Club
- Campionato tedesco: 1

2020-21
- Coppa di Germania: 2

2017-18, 2019-20
- Coppa CEV: 1

2023-24
- Challenge Cup: 1

2022-23
- WEVZA Cup: 1

2022